# Ingelheim am Rhein
Ingelheim am Rhein (wym. ɪŋəlhajm am ʀajn) – miasto powiatowe w Niemczech, w kraju związkowym Nadrenia-Palatynat, od 1996 siedziba powiatu Mainz-Bingen. Leży na lewym brzegu Renu, u ujścia rzeki Selz. Liczy 24 050 mieszkańców (2009), zajmuje powierzchnię 49,86 km². Słynie z produkcji czerwonego wina – stąd określenie „miasto czerwonego wina” (niem. Die Rotweinstadt).

## Etymologia
Końcówka -heim (pol. „dom”) jest typową dla tego regionu, zaś jej korzeni szukać należy w narzeczach Franków, zamieszkujących te tereny między V a VI wiekiem. Nazwa po raz pierwszy pojawia się w dokumentach w 782 jako Ingilinhaim, aby przez następne lata ewoluować – Ingilenhaim, Engelheim, Hengilonheim, Engilonheim (822), Engilinheim (826), Hingilinheim (855), Ingilunheim (874), Ingulinheim (889), Ingelesheim (891), Ingelenheim (940), Anglia sedes (1051), Ingilheim aż do przedostatniej formy Ingelnheim w 1286.

## Historia
Miasto zostało założone w czasach przedrzymskich i osiągnęło wielkie znaczenie w czasach panowania Karola Wielkiego, który zbudował tu swój pałac cesarski Kaiserpfalz (palatium). Woda do pałacu doprowadzona została siedmiokilometrowym podziemnym akweduktem. Jego syn i następca Ludwik I Pobożny często korzystał z pałacu i zmarł na pobliskiej wyspie na Renie 20 czerwca 840. Kilka synodów i posiedzeń Świętego Cesarstwa Rzymskiego odbyło się w Ingelheim. Pozostałości pałacu zostały odkopane i są obecnie udostępnione do zwiedzania. W późnym średniowieczu znaczenie pałacu znacznie zmalało, jedynie za panowania cesarza Fryderyka Barbarossy, który podziwiał Karola Wielkiego, doszło do krótkiego przywrócenia jego świetności. W wieku XV i XVI wieku miał tu swoją siedzibę w dzielnicy Ober-Ingelheim sąd regionalny.
Oprócz ruin pałacu Karola Wielkiego można w mieście podziwiać także wiele innych zabytków, wśród nich ratusz, wieża Bismarcka, kościół św. Remigiusza (St. Remigius) z rzeźbą Baranka Bożego, kościół Saalkirche z 997 oraz kościół Burgkirche z długoletnią historią budowy. Jego romańska wieża z początków XI w. trójnawowego późnogotyckiego kościoła ze średniowiecznymi murami obronnymi z blankami jest uważana za jeden z najlepiej zachowanych zabytków tego typu.
W czasach wojen napoleońskich cały region znajdował się pod okupacją francuską, a później miasto zostało włączone do wielkiego księstwa Hesja-Darmstadt. Jako jedyne miasto między Moguncją a Koblencją Ingelheim am Rhein przetrwało II wojnę światową bez zniszczeń. Jednakże zginęło wielu mieszkańców żydowskiego i cygańskiego pochodzenia.
1 kwietnia 1939 okoliczne do tej pory niezależne miejscowości Nieder-Ingelheim, Ober-Ingelheim i Frei-Weinheim zostały połączone w miasto Ingelheim am Rhein. W 1972 do miasta przyłączono Groß-Winternheim. W pobliżu znajdują się dwa lotniska międzynarodowe (miasto leży dokładnie w połowie pomiędzy nimi): Frankfurt nad Menem (Lotnisko Ren-Men) i Frankfurt-Hahn, to ostatnie wykorzystywane przez tanie linie lotnicze.

## Gospodarka
Miasto jest siedzibą koncernu chemiczno-farmaceutycznego Boehringer Ingelheim, słynie z uprawy jabłek, truskawek i wiśni. Znane święto czerwonego wina das Rotweinfest, odbywające się na przełomie września i października, przyciąga wielu turystów.

## Współpraca
Miejscowości partnerskie:
- Autun, Francja
- Friedrichshain-Kreuzberg, Berlin
- Limbach-Oberfrohna, Saksonia
- Nysa, Polska
- San Pietro in Cariano, Włochy
- Stevenage, Wielka Brytania

## Galeria

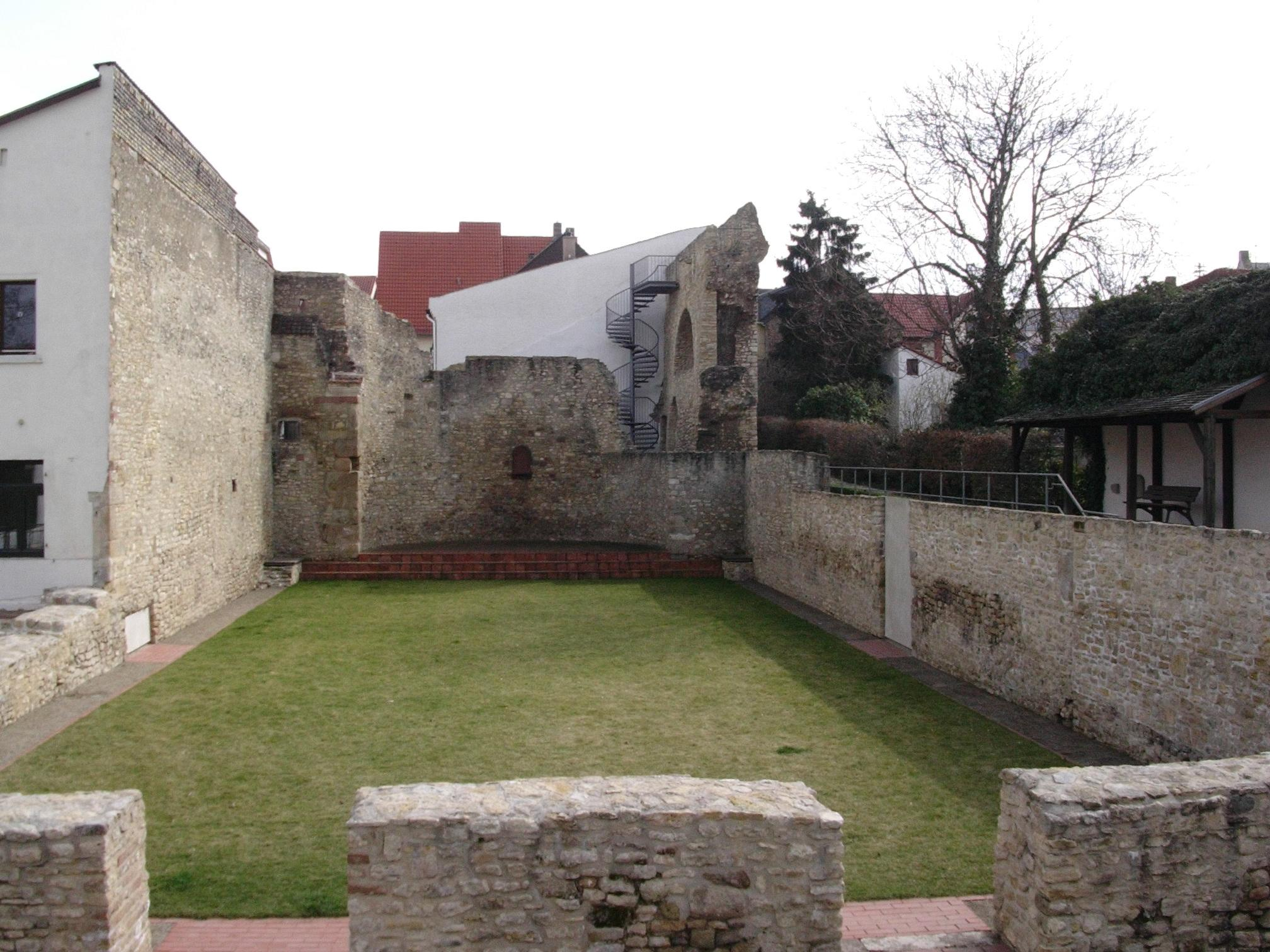
Kaiserpfalz w Ingelheim – Aura Regia
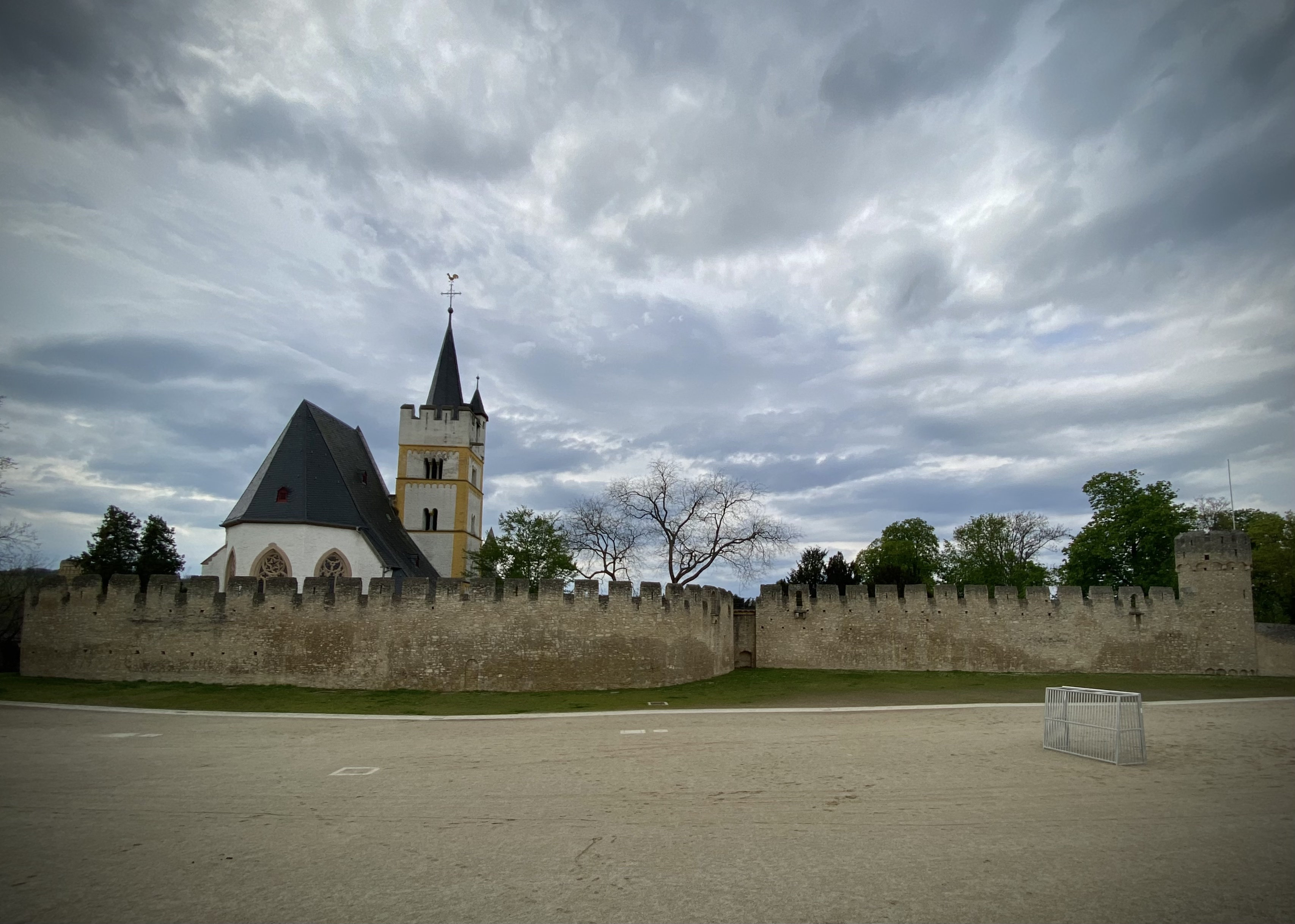
Burgkirche w Ingelheim z miejskimi murami obronnymi (strona wschodnia(
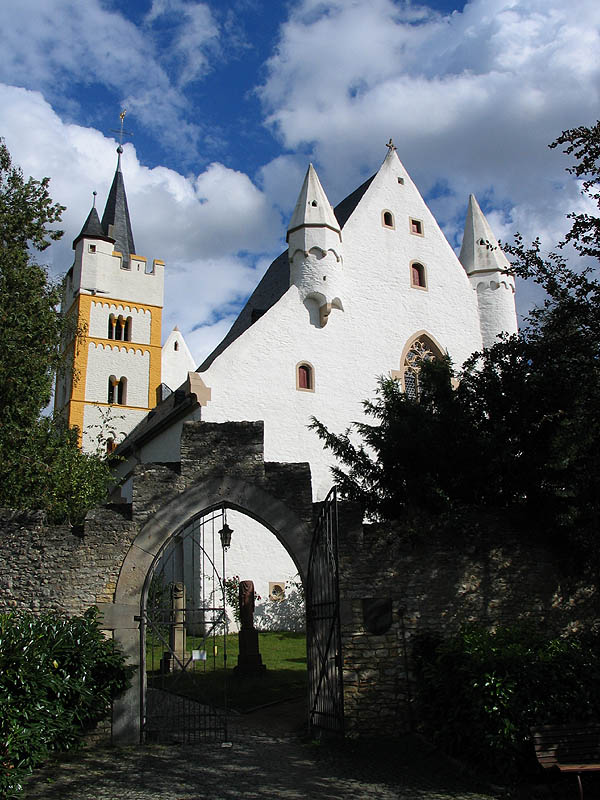
Burgkirche w Ingelheim
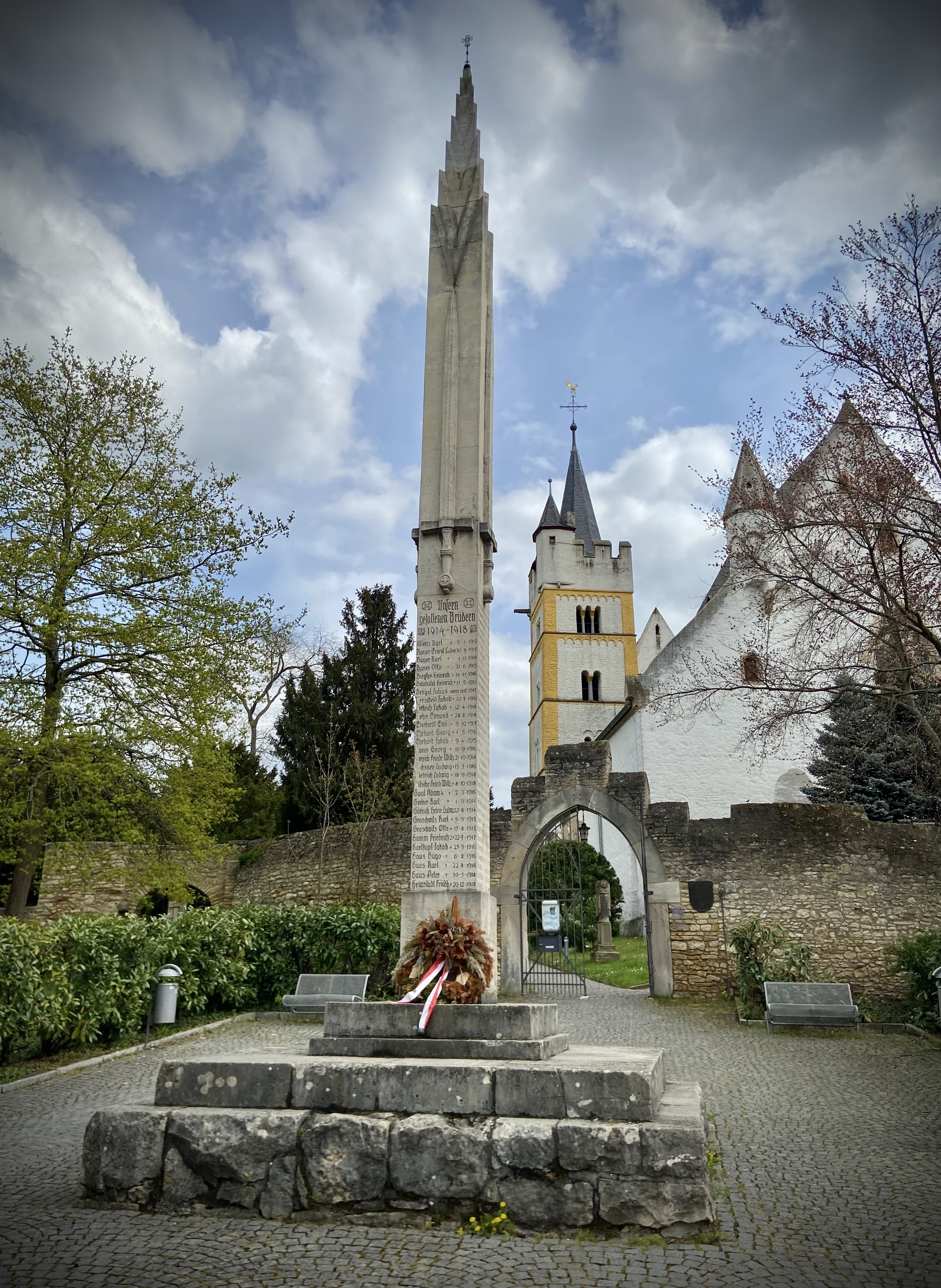
Obelisk poświęcony poległym w I wojnie światowej przed Burgkirche w Ingelheim
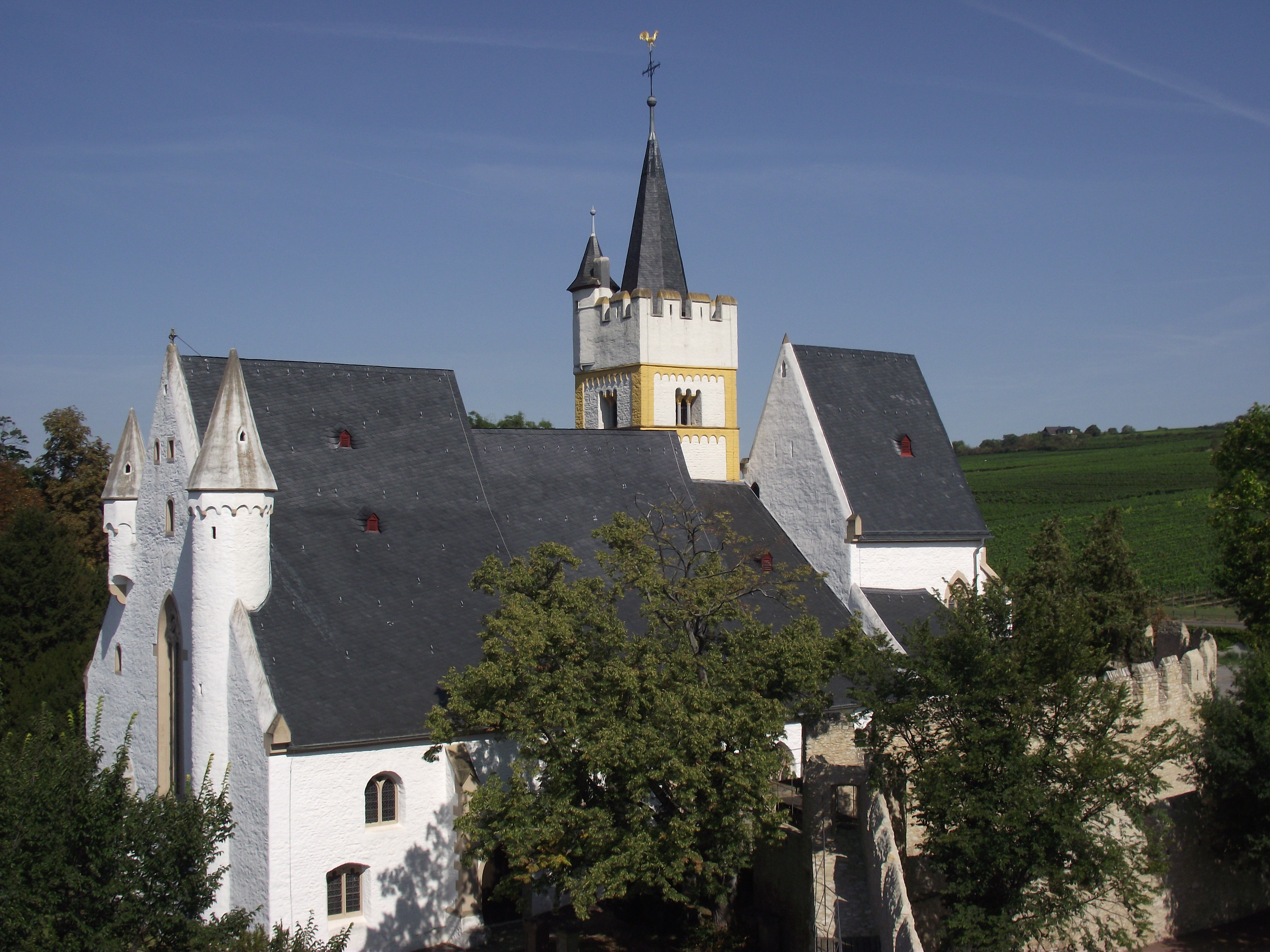
Burgkirche widoczny z wieży Malakowa
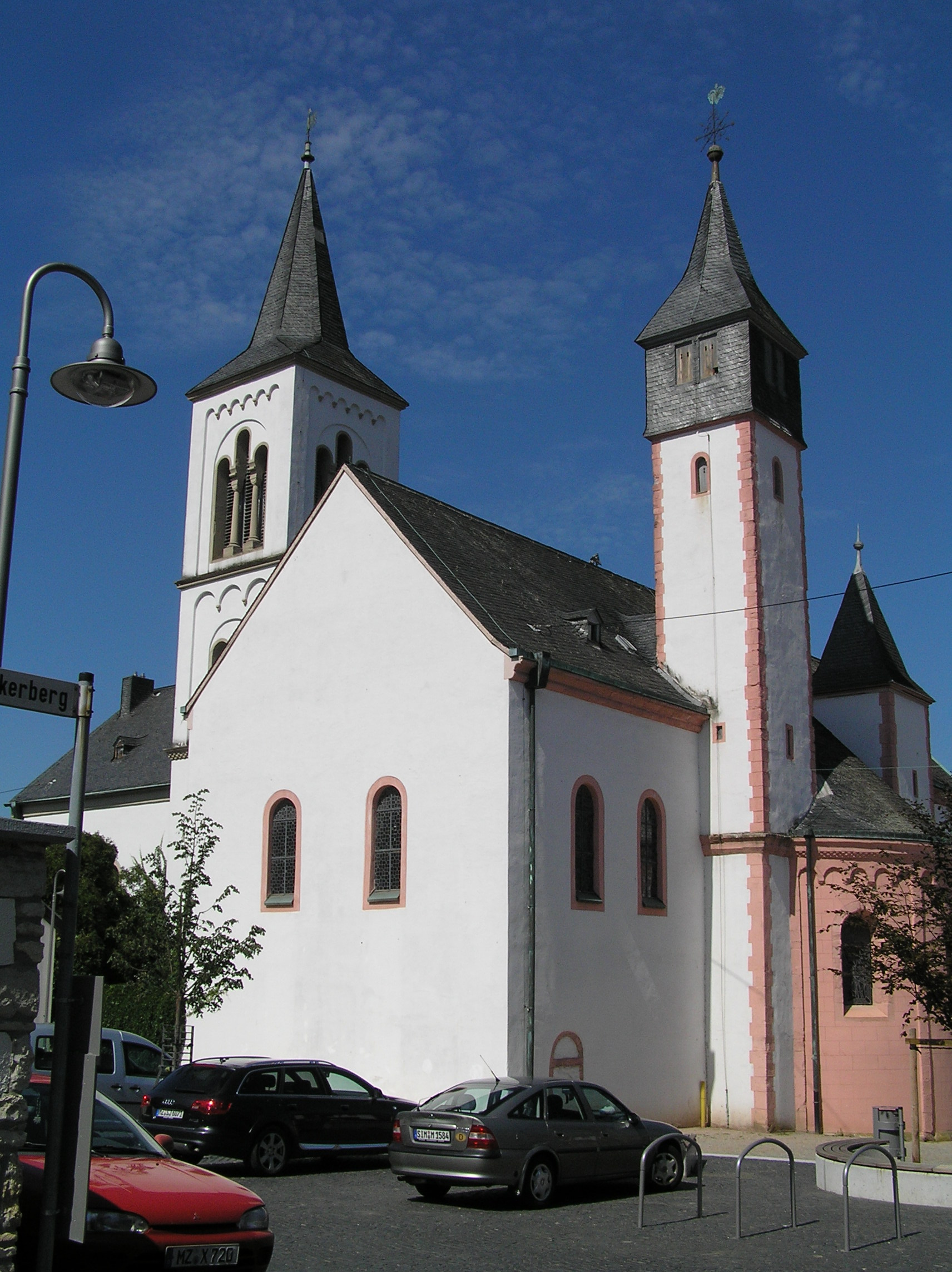
Saalkirche w Ingelheim
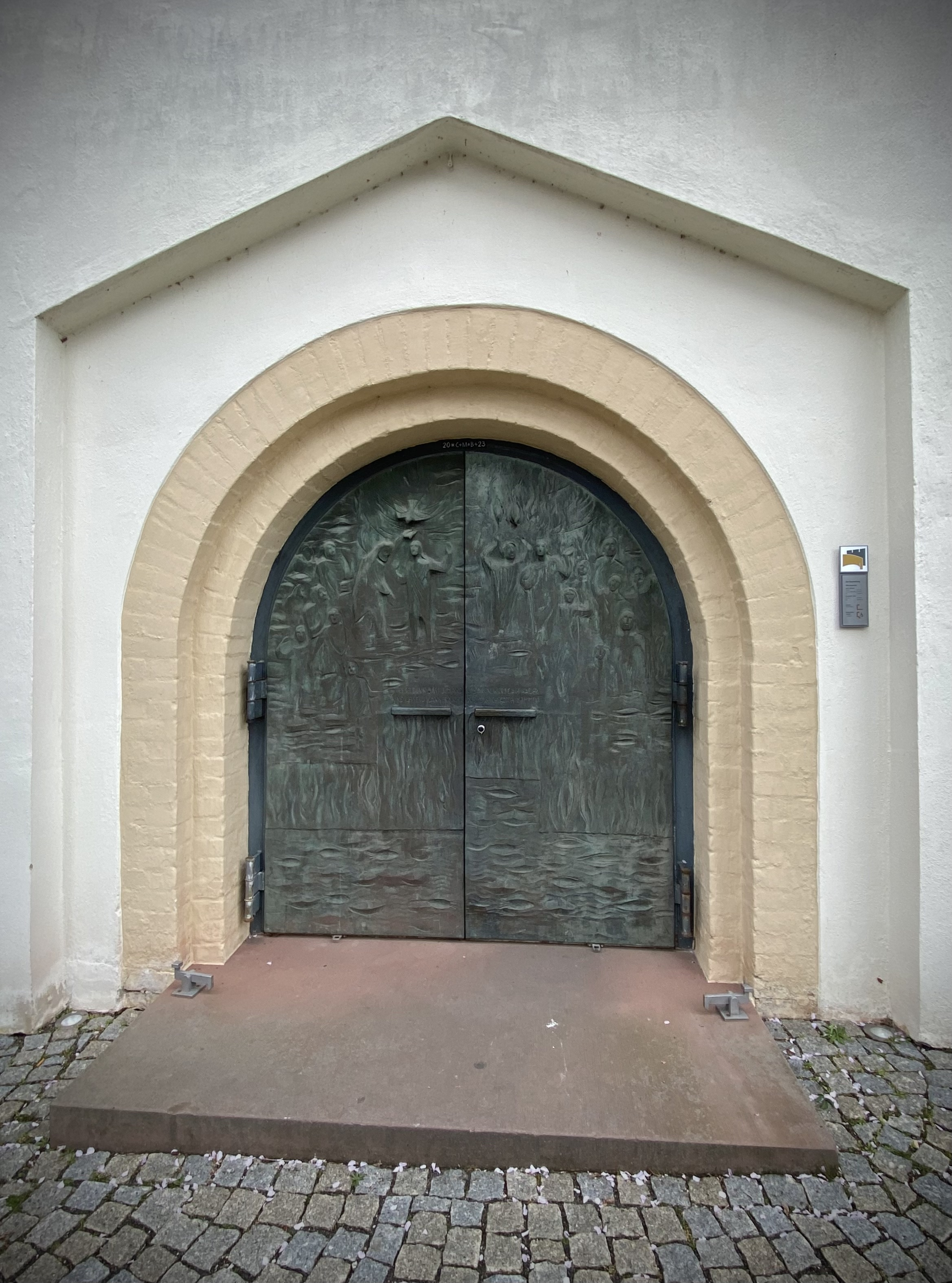
Saalkirche w Ingelheim - drzwi wejściowe
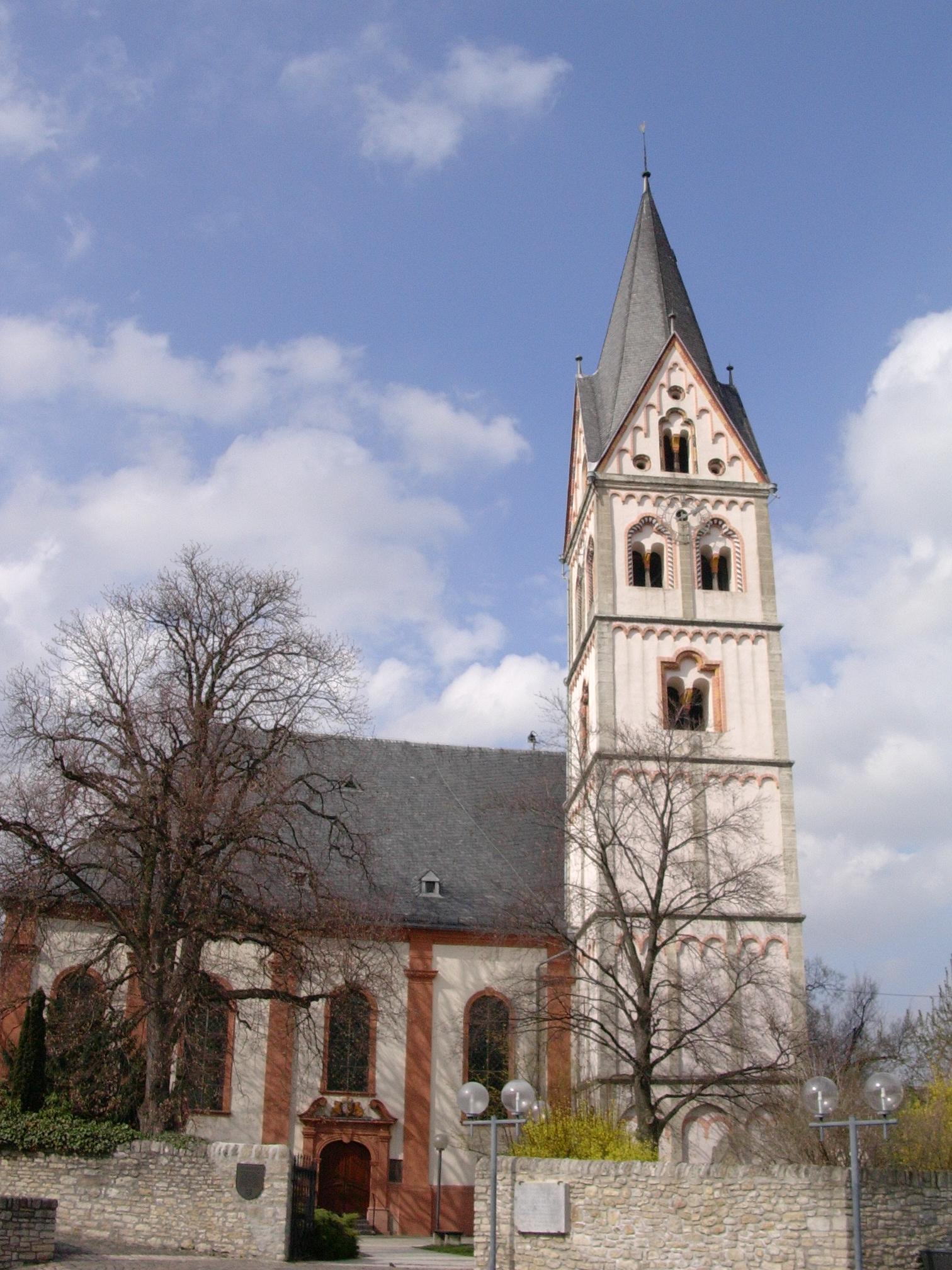
Kościół św. Remigiusza (St. Remigius) w Ingelheim
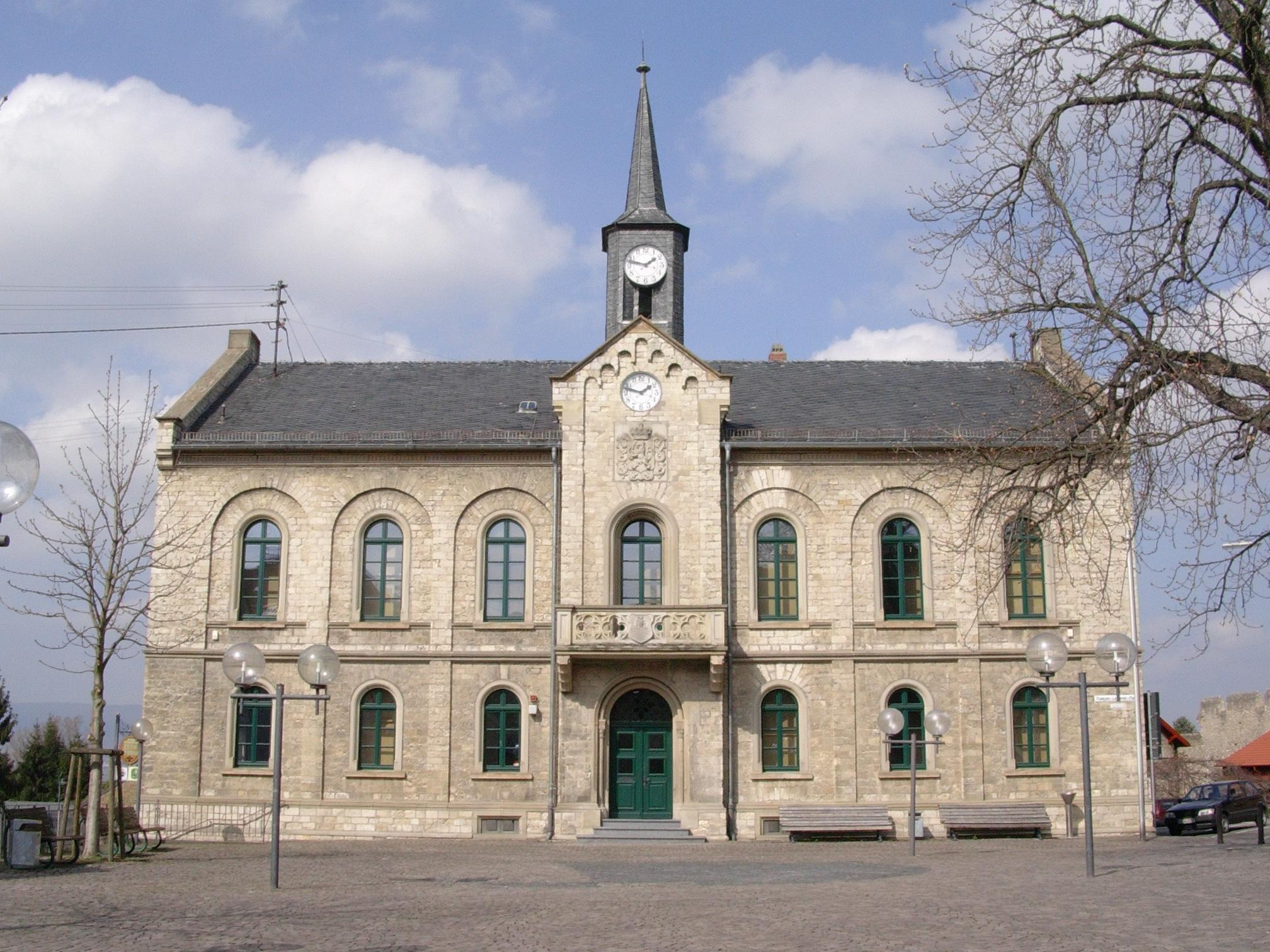
Stary ratusz w Ingelheim
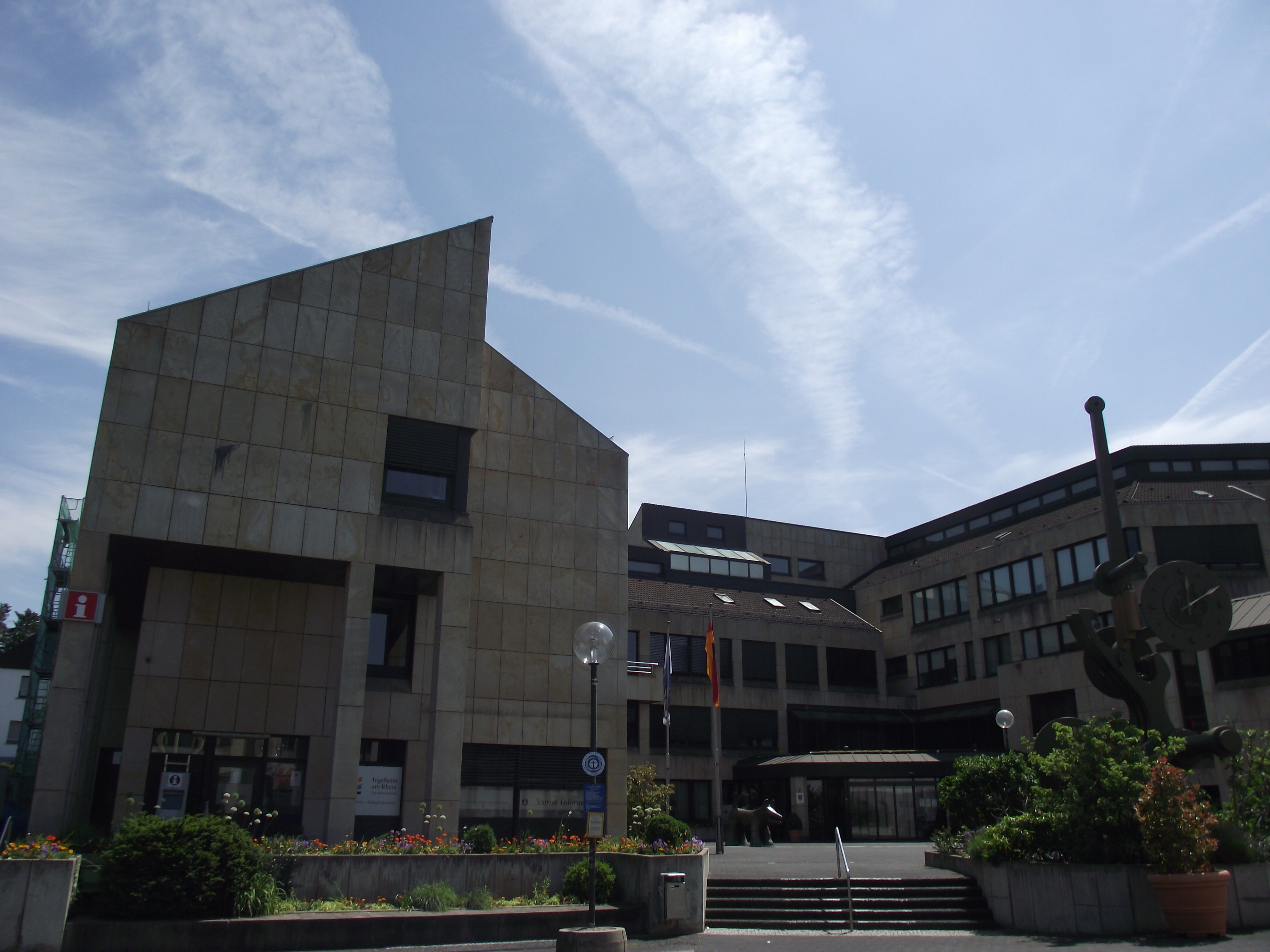
Nowy ratusz w Ingelheim
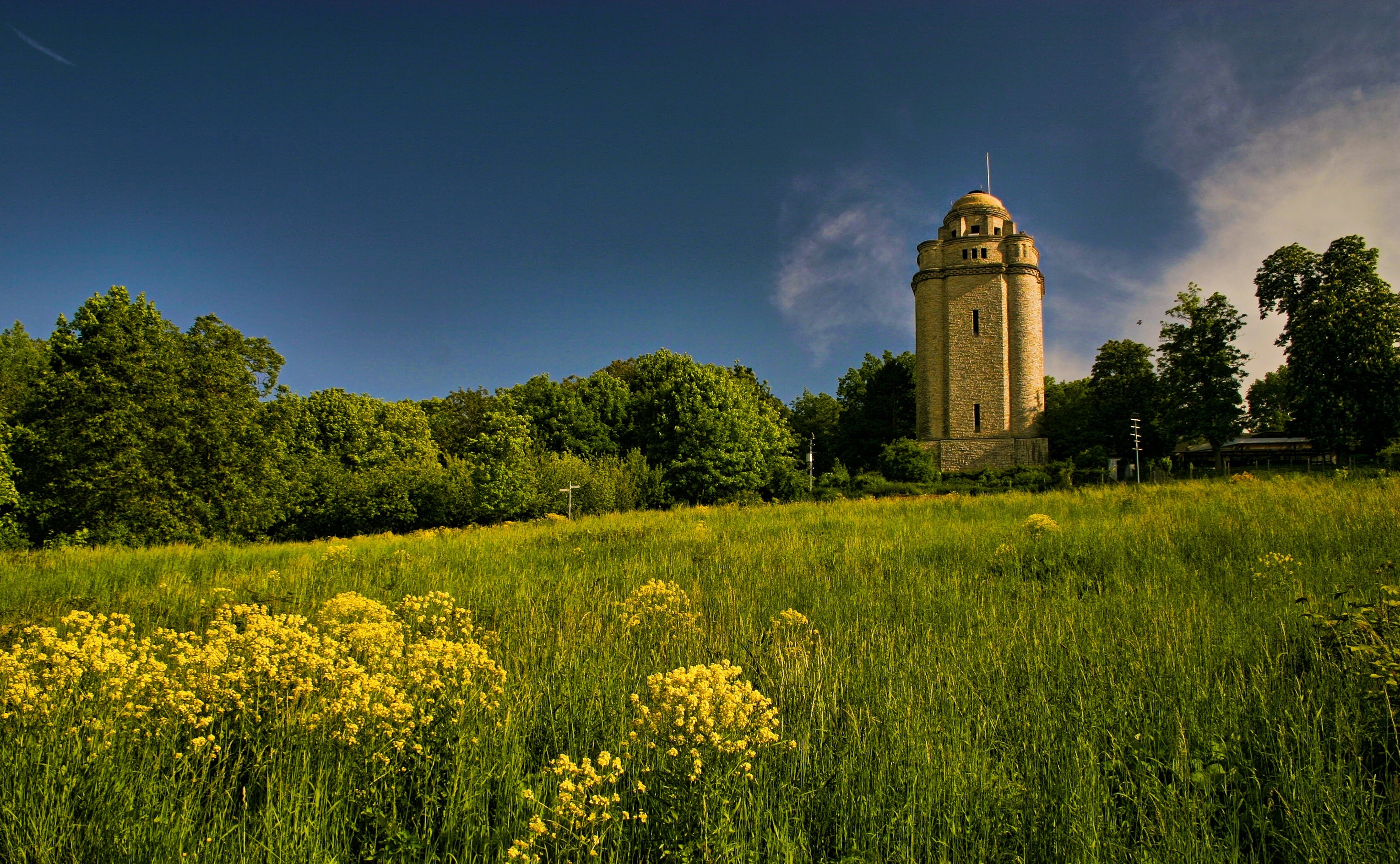
Wieża Bismarcka (Bismarckturm) na wzgórzu Westerberg
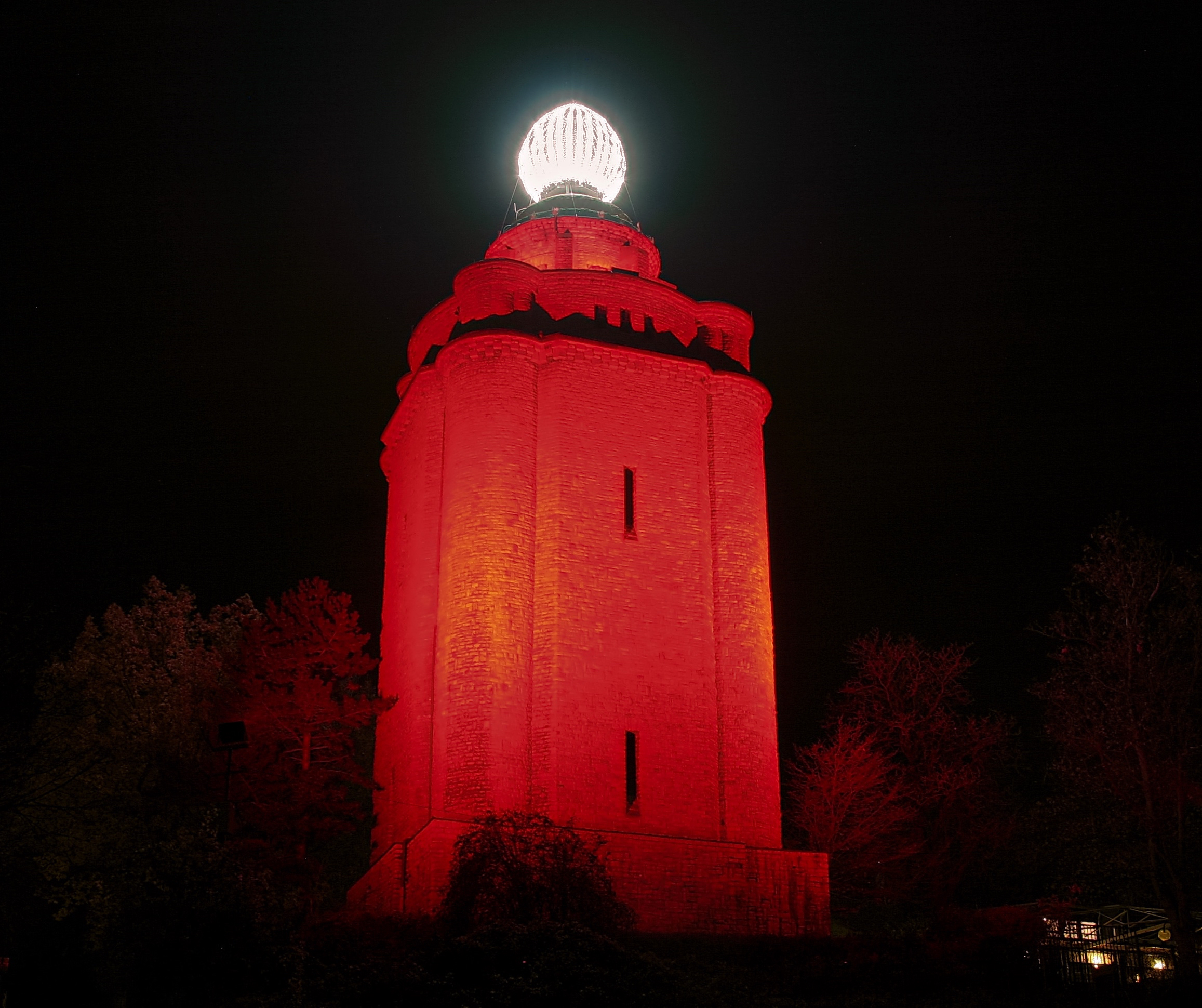
„Ingelummer Kerz” – Wieża Bismarcka w czasie świąt Bożego Narodzenia